# Jaime Rojas Bermúdez
Jaime G. Rojas-Bermúdez (Tunja, 21 de julio de 1926-Sevilla, 6 de abril de 2022) fue un reconocido médico psiquiatra, psicoanalista y psicodramatista, que desarrolló gran parte de su labor profesional en Argentina y España.

## Biografía y vida profesional
Médico (UBA), psiquiatra, psicoanalista (International Psychoanalitical Association) y psicodramatista (Academy of Psychodrama and Group Psychotherapy, becado por el Moreno Institute, Beacon, Nueva York), fue discípulo directo de Jacob Levy Moreno, creador del psicodrama, y el primer Director de Psicodrama y Psicoterapia de Grupo en Latinoamérica certificado por Moreno (1963).
Fue el iniciador del psicodrama público en Buenos Aires (Argentina) en el año 1962. 
El 1 de abril de 1963, junto con Claudina Barrera, María Rosa Glasserman, Carlos M. Martínez Bouquet y Eduardo Pavlovsky, fundó la Asociación Argentina de Psicodrama y Psicoterapia de Grupo, la cual logró el reconocimiento explícito y oficial del psicodrama como técnica psicoterapéutica por parte de la Dirección Nacional de Salud Mental. Fundó y dirigió la revista Cuadernos de Psicoterapia (1966-1979). Fue precursor y uno de los mayores divulgadores del psicodrama en América Latina, especialmente en Argentina, Brasil y Uruguay, donde se extendió rápidamente y se fundaron numerosos Grupos de Estudios de Psicodrama. 
Introdujo el psicodrama en los grandes hospitales psiquiátricos, como el Hospital José T. Borda de Buenos Aires, donde fundó el Centro de Investigaciones Psicodramáticas. Adaptó el modelo moreniano a la práctica clínica y al proceso psicoterapéutico. La experiencia con pacientes psicóticos  fue fundamental, tanto en el ámbito público como en su consulta privada. En 1990 estableció su residencia definitiva en Sevilla (España) donde llevó a cabo su labor psicoterapéutica y formativa en el Centro de Sicodrama, Sociodrama y Sicodanza (CSSS) que fundó junto con su esposa la psicóloga clínica, directora y docente de psicodrama Graciela Moyano.
En el año 1995, con un grupo de profesionales formados en la teoría psicodramática desarrollada por él, fundó la Asociación para el Estudio e Investigación de Sicodrama y Sicoterapia de Grupo -ASSG- (Reg. Nac. Asoc. 160.761), de la cual era Presidente Honorario desde el año 2011.

## Investigaciones
Como campos prioritarios en sus estudios e investigaciones, siempre estuvieron la necesidad de encontrar sistemas verificables de comunicación con los pacientes y, especialmente, la búsqueda de puntos de referencia ciertos y constatables relacionados con la psicología evolutiva y la estructuración de la personalidad, así como la psicopatología y la psicoterapia.
La aplicación del psicodrama al tratamiento clínico regular de diferentes pacientes, así como los aportes de otras ciencias y estudios como la neurofisiología, la etología, la psicología evolutiva y el psicoanálisis, llevaron a Rojas-Bermúdez a un progresivo replanteamiento de la teoría y metodología psicodramáticas, elaborando nuevas técnicas y conceptos que fueron articulando un modelo de psicodrama propio, diferente del tradicional moreniano.
En su libro Teoria y técnica psicodramáticas, plasma el corpus teórico y metodológico que respalda y guía la actividad psicodramática planteada por él y presenta un modelo pionero en la atención a los aspectos neurofisiológicos y etológicos en el ejercicio del psicodrama, con especial atención a los conceptos referentes a una psicopatología relacionada con la práctica psicodramática, aportando también directrices para profesionales del psicodrama y la psicoterapia. 
Principales contribuciones de Jaime G. Rojas-Bermúdez al psicodrama:
Rojas-Bermúdez plantea el psicodrama fundamentamente como un modelo psicoterapéutico completo -y no como una serie de técnicas- que tiene aplicaciones también en lo social y en lo educativo, y que considera como referencia para el desarrollo del trabajo psicodramático: 1) teóricamente, el nucleo del yo - esquema de roles, una conceptualización de la personalidad que comprende elementos evolutivos, psicopatológicos e interactivos y, 2) metodológicamente, el abordaje psicoterapéutico a partir de las formas expresadas; la imagen psicodramática y la utilización de objetos (objeto intermediario e intraintermediario).
Además, siempre teniendo como base su trabajo clínico y de investigación, progresivamente fue introduciendo aportes entre los que se encuentran: el concepto de contextos del encuadre psicodramático (social, grupal y dramático), de unidad funcional (equipo terapéutico, compuesto por el/la director/a y el/la yo-auxiliar), la precisión y diferenciación de los encuadres  (terapéutico, pedagógico y social), y énfasis en lo corporal, subrayando el caldeamiento corporal y proveyendo de contenidos teóricos y técnicos específicos a la psicodanza.
Todas estas aportaciones amplían el campo del psicodrama facilitando el abordaje tanto grupal como individual, de pareja, familia e institución (sociodrama), así como de diferentes tipos de pacientes (desde la niñez a la adultez) y de psicopatologías. 

## Obra seleccionada
En español
- Sicoterapia de grupo en niños y adolescentes.(1959). En L.Grinberg, M.Langer y E.Rodrigué, El grupo sicológico en la terapéutica, enseñanza e investigación. Buenos Aires: Nova. Depósito legal según Ley 11.723.
- Nucleo del Yo. Lectura sicológica en los procesos evolutivos fisiológicos. (1979). Buenos Aires: Genitor. Depósito Legal según Ley 11.723.
- ¿Qué es el Sicodrama? Teoría y práctica.(1984).(4 ed). Buenos Aires: Celcius. ISBN 9509018236.
- El Yo. (1994). Comunicaciones 1(1), 8-19.
- Actualizaciones en Sicodrama. Imagen y acción en la teoría y la práctica. (2012). Culleredo (A Coruña): Espiral Maior. ISBN 9788492646678.
- Teoría y técnica sicodramáticas.(2017). Sevilla : Punto Rojo. ISBN 9788416877942 (La primera edición es de 1997 en Ediciones Paidós, Barcelona, España). ISBN 8449304105.

En español/inglés 
- Títeres y sicodrama/ Puppets and psychodrama.(1985). Buenos Aires. Celcius. ISBN 9509018333.

En inglés 
- Evaluation of different psychotherapeutic techniques on children and adolecents. (1965).Selected Lectures. Karger Basel. New York.
- With respect to the transitional and intermediary objets. Two similar figures with different contents.(1972-1973).Cuadernos de Sicoterapia, VII-VIII(1-2), 165-188.
- Images in psychodrama supervision. (1999). En Pierre Fontaine (Ed.), Psychodrama Training. A European View. Belgium: FEPTO PUBLICATIONS,263-267.

En portugués
- Núcleo do Eu.(1978). São Paulo: Natura.
- Introdução ao Psicodrama.(2016).(2ed).São Paulo:Ágora. ISBN 9788571831735.

En francés
- L'objet intermédiaire.Contribution  à l' Utilisation de Marionnettes en Psychodrame. (1969-1970). Bulletin de psychologie, XXIII(13-16), 940-943. ISSN 0007-4403.
- Des Marionnettes au Psichovidéodrame. (Une aproche au traitement des psychoses). (1994). En C. Duflot (Presidénce). Informe oficial del 7ème Colloque International "Marionnette et Thérapie"(Charleville-Mézieres, Francia, 24 y 25 de septiembre de 1994).
- La Psychodanse. (1995). Art et Thérapie, 54/55, 58-70.
- Marionnette et Psychodrame. La marionnette comme objet-intermédiaire et intra-intermédiaire dans la psychothérapie et le psychodrame. (1996). Informe oficial de la 3ème Journée clinique "Marionnette et Therapie". Théorie e Pratiques. (Paris, 1er.Juin,1996).

En alemán
- Handpuppen als Intermediär-Objekte in der Behandlung Von Psychotikern. (1983). En Hilarion Petzold (Hrsg), Puppen and Puppenspiel in der Psychotherapie. Mit Kindern, Erwachsenen und alten Menschen. München: Pfeiffer. 129-160. ISBN 9783790403992.
- Vom Gegenstand zum instrument. Das intermediäre und das intraintermediäre Objekt im Psychodrama. (2003). Zeitschrift für Psychodrama und Soziometrie, 2, 331-349. ISBN 3-7904-0399-7.

## Premios
Recibió el William L. Moreno Award 2020/21, otorgado por la American Society of Group Psychotherapy and Psychodrama —ASGPP (fundada por J.L.Moreno en 1942)— como reconocimiento a sus contribuciones y quehacer extraordinario en el campo de la investigación de psicodrama. 